# Жребий (роман)
«Жребий» (англ. 'Salem's Lot; также известен под названиями «Жребий Салема», «Судьба Иерусалима», «Салимов удел» и «Город зла») — второй роман американского писателя Стивена Кинга в жанре ужасов с элементами мистики, опубликованный 17 октября 1975 года. Согласно основной сюжетной линии, известный писатель Бенджамин Миерс приезжает в небольшой городок Джерусалемс-Лот, надеясь написать новый роман, и оказывается свидетелем того, как все его жители становятся вампирами.
Джерусалемс-Лот (Салемс-Лот) (англ. 'Salem's Lot) — название вымышленного городка, в котором разворачивается действие романа. Согласно местной легенде, город был назван по имени огромного борова Джерусалема, который принадлежал Чарльзу Таннеру (одному из первых поселенцев города), «царившему» на огромном участке (уделе). В разных изданиях романа на русском языке предлагались разные варианты названия города, но наиболее соответствующий оригиналу — «Салимов Удел» (слово «удел» можно понять и как «судьба», и как «земельный надел») в издании «Баркалая и Ко» 1993 года (перевод Е. Александровой). 
Название романа является прямой отсылкой к городу Сейлем (штат Массачусетс), который был широко известен в популярной культуре тем, что являлся местом «охоты на ведьм», а в 1914 году почти полностью сгорел из-за большого пожара. История рода вампиров Марстенов прослеживается из написанной в 1922 году повести Говарда Филипса Лавкрафта «Затаившийся Страх».
Идея особняка Марстен-Хаус была придумана Кингом под вдохновением образа дома с привидениями Хилл-Хаус в романе Ширли Джексон «Призраки дома на холме»; роман начинается с цитаты из этого произведения.
Роман был трижды экранизирован — в 1979, 2004 и 2024 годах.

## Сюжет
В прологе романа молодой мужчина и мальчик едут на автомобиле по США через всю страну и наконец приезжают в Мексику, остановившись там в небольшом посёлке Лос-Сапатосе. Вскоре мужчина достаёт свежую американскую газету, в которой его заинтересовала статья про недавно опустевший маленький городок Джерусалемс-Лот, некоторые жители которого покинули его без объяснения причин, а большинство пропали без вести. Мужчина советуется с мальчиком, и они решают вернуться в этот город.
За год до этого, 5 сентября 1975 года, известный писатель Бенджамин (Бен) Миерс (мужчина из пролога) приезжает в родной городок Джерусалемс-Лот (округ Камберленд, штат Мэн), чтобы написать там свой новый роман и побороть детский страх перед тамошним заброшенным особняком Марстен-Хаус, нависающим над всем городом. Одновременно с Беном в Джерусалемс-Лот приезжают бизнесмен Ричард Стрейкер и его загадочный партнёр Курт Барлоу (которого никто не видел) и открывают в нём антикварный магазин, а также приобретают Марстен-Хаус. 16 сентября, прогуливаясь по городскому парку, Миерс встречает Сьюзен Нортон; они быстро влюбляются друг в друга. Бен рассказывает ей, что приехал в Салемс-Лот в первую очередь побороть свой страх перед Марстен-Хаусом — в 7-летнем возрасте он на спор зашёл в него, и увидел в спальне на втором этаже висящее в петле тело Хьюберта (Хьюби) Марстена (хозяина особняка; в романе упоминается, что он при жизни переписывался с Куртом Барлоу), который в 1939 году убил свою жену Брэди и затем покончил с собой. С тех пор особняк пустовал и Миерс решил написать о нём роман, и при этом выяснить, видел ли он в действительности призрака.
17 сентября два мальчика братья Дэниел (Дэнни) и Ральф (Ральфи) Глики вечером отправляются в гости к своему другу Марку Питри (мальчик из пролога), но на лесной тропинке кто-то нападает на них и похищает Ральфи; позже явившийся домой Дэнни не может вспомнить, что произошло, и в итоге его увозят в больницу. 22 сентября рабочие Хэнк Питерс и Ройал Сноу привозят (по заказу Ричарда Стрейкера) в подвал Марстен-Хауса таинственный ящик и находят там разорванные детские вещи. В больнице Дэнни идёт на поправку, но утром 24 сентября медсестра обнаруживает его мёртвым; его исчезнувшего брата Ральфи так и не нашли. 25 сентября Миерс знакомится с местным школьным учителем Мэттью Берком; они приходят к мысли, что Хьюберт Марстен был сатанистом и при его жизни в Джерусалемс-Лоте исчезали дети. 
После похорон Дэнни (28 сентября) у разнорабочего Майкла (Майка) Райерсона внезапно возникает навязчивое чувство, что у Дэнни были открыты глаза и появляется непреодолимое желание закрыть их, и он вскрывает гроб. Через сутки на городской свалке появляется Курт Барлоу, который обращает её сторожа Дада Роджерса в вампира, а в это же время Берк встречает в баре бледного и измученного Майка со следами укусов на шее, он говорит ему, что болен и совсем обессилел. Берк приводит Майка переночевать к себе домой и той же ночью слышит, как Райерсон кого-то приглашает в дом, открыв окно, а затем слышит жуткий детский смех. Утром 30 сентября Берк обнаруживает Майка мёртвым и рассказывает обо всём Миерсу, предполагая, что Райерсона убил вампир, но Бен сомневается в этом. В тот же день Флойд Тиббитс (бывший парень Сьюзен) сильно избивает Бена и оказывается в полицейском участке; вечером 3 октября Тиббитс умирает в камере. Бен вспоминает, что в тот день, когда Флойд на него напал, тот был плотно одет, и болезненно реагировал на солнечные лучи.
До этого вечером 30 сентября Сьюзен (по совету Миерса) встречается с Берком и тот рассказывает ей историю Майка. Внезапно Берк слышит шум в спальне на втором этаже и обнаруживает там Райерсона, ставшего вампиром. Майк пытается загипнотизировать Берка, но, испугавшись распятия, выпрыгивает из окна и исчезает, а у Берка случается сердечный приступ и его увозят в больницу. Вечером 3 октября вампир Дэнни Глик, проникнув в дом семьи Макдугаллов, убивает их 10-месячного сына Рэндалла (Рэнди). На следующую ночь Дэнни стучится в окно к Марку Питри (без приглашения вампир не может войти в дом), но тот прогоняет его с помощью самодельного креста. В больнице Миерс и Берк сообщают о вампирах врачу Джеймсу Коуди; он не особо верит в это, хотя соглашается, что люди в городе внезапно начали умирать от странных кровопотерь. Берк же утверждает, что всему виной Курт Барлоу, привезённый в Джерусалемс-Лот его слугой Стрейкером (именно Стрейкер принёс Ральфи Глика в жертву дьяволу для подготовки приезда хозяина). Миерс и Коуди решают съездить ночью в морг и проверить тело Марджори Глик (недавно умершей матери Ральфи и Дэнни), смерть которой была похожа на смерть Райерсона. После захода солнца (ровно в 19:02) Марджори оживает и нападает на них, но Миерс прогоняет её (до этого Марджори успевает укусить Коуди за шею, но он в итоге не стал вампиром). В это же время Сьюзен решает проникнуть в Марстен-Хаус, чтобы убедиться, что в нём живут вампиры и сталкивается с Марком Питри, пришедшим с той же целью. В особняке они попадают в ловушку — Ричард Стрейкер оглушает и связывает Марка, и сажает Сьюзен в подвал к спящему Барлоу. За несколько минут до захода солнца Марку удаётся развязаться, избить Стрейкера отломанной ножкой кровати, и покинуть Марстен-Хаус, но при этом он не успевает спасти Сьюзен. Ночью 5 октября ставшая вампиром Сьюзен приходит к Марку, но он не пускает её.
За прошедшую ночь всё больше жителей Джерусалемс-Лота становятся вампирами. Марк находит Миерса и рассказывает ему о Сьюзен. Берк сообщает о вампирах местному католическому священнику Дональду Каллахэну. Миерс, Коуди, Питри и Каллахэн вместе идут в Марстен-Хаус убить Курта Барлоу (днём вампиры спят и просыпаются только после заката), но находят там лишь спящую Сьюзен, убитого Стрейкера и письмо с угрозами от Барлоу. Бен находит в себе силы убить Сьюзен, вогнав ей кол в сердце, после чего герои покидают особняк. Марк вместе с Каллахэном приходят к родителям Марка и рассказывают им всё, но они не верят. Внезапно появляется Барлоу, убивает родителей Марка и пытается убить его самого, но Каллахэн со светящимся распятием в руке спасает Марка, и затем пытается прогнать Барлоу; между священником и вампиром начинается битва веры, но вера Каллахэна оказывается слаба и Барлоу, схватив священника, даёт ему попробовать своей крови, после чего отпускает. Каллахэн идёт к себе в церковь, но не может войти, обжигаясь об дверную ручку. В ужасе от того, что он сам теперь нечист, Каллахэн покидает город на междугороднем автобусе.
Джерусалемс-Лот постепенно пустеет — вампиризм распространяется с быстрой скоростью. Барлоу подсылает в больницу к Берку Энн Нортон (загипнотизированную мать Сьюзен), чтобы та застрелила его, но её обезвреживает больничный персонал и она вскоре умирает. 6 октября Берк умирает в больнице от повторного инфаркта, а шериф Джерусалемс-Лота Паркинс Гиллеспи сбегает из города, разобравшись в ситуации, но не желая связываться с нечистью. Коуди и Питри ищут Барлоу, но Коуди догадывается, что он обосновался в подвале пансиона, в котором Миерс снимал комнату (хозяйка этого пансиона Ева Миллер тоже стала вампиром), но в итоге Коуди погибает на входе в подвал, угодив в сделанную вампирами ловушку. Вечером того же дня Миерс и Питри находят лежащего в гробу Барлоу, который внезапно гипнотизирует Марка и тот пытается убить Бена. Солнце садится, но Миерс успевает оглушить Марка, и убивает уже встающего Барлоу, вбив ему кол в сердце, и тот рассыпается в прах. С помощью святой воды Бен и Марк отгоняют других проснувшихся вампиров, и уезжают из города (перед этим Бен заходит в свою комнату в пансионе, и сжигает рукопись своего романа про Марстен-Хаус). Они понимают, что город уже не спасти, так как почти все его жители либо сбежали, либо стали вампирами. Вампиры же, обосновавшись в городе, периодически убивают жителей окрестных городов, его новых (переехавших) жителей и просто мимо проезжающих людей.
В эпилоге романа ровно через год (в октябре 1976 года) Бен Миерс и Марк Питри возвращаются в мёртвый Джерусалемс-Лот (власти страны так и не поняли, из-за чего город опустел) и поджигают близлежащий к нему лес, надеясь, что огонь перекинется на город и лишит вампиров ночных убежищ.

## Персонажи
- Бенджамин (Бен) Миерс — 32-летний успешный писатель. Главный протагонист романа. Вдовец (его жена Миранда погибла в автокатастрофе в 1973 году — в мотоцикл Миерса врезался грузовик; по данным полицейского расследования он не превышал скорость и не был пьян, а мотоцикл (предположительно) занесло на повороте), по убеждениям — левый (участвовал в марше мира в Принстоне в 1966 году и в маршах на Вашингтон в 1968 и 1970 годах; был арестован во время марша в Сан-Франциско в ноябре 1971 года). Прожил в Джерусалемс-Лоте 4 года (с 3 до 7 лет) и спустя 25 лет вернулся в него, чтобы написать новый роман. Встречался со Сьюзен Нортон. Возглавил уничтожение вампиров Джерусалемс-Лота и убил высшего вампира Курта Барлоу.
- Марк Питри — 12-летний мальчик с твёрдым характером и беззащитным лицом. Носит очки в стальной оправе, ростом выше большинства одноклассников. Принимал активное участие в уничтожении вампиров Джерусалемс-Лота.
- Сьюзен Нортон — 24-летняя девушка со светлыми волосами. Коренная жительница Джерусалемс-Лота. Имела заочный диплом Бостонского университета (искусство и английский язык). До встречи с Беном Миерсом встречалась с Флойдом Тиббитсом, но порвала отношения с ним. Принимала участие в уничтожении вампиров Джерусалемс-Лота, но впоследствии сама стала вампиром и была убита Беном Миерсом посредством осинового кола.
- Отец Дональд Каллахэн — священник, страдавший от алкоголизма из-за пошатнувшейся веры. Принимал активное участие в уничтожении вампиров Джерусалемс-Лота, но оказывается проклят Куртом Барлоу и покидает город.
- Джеймс (Джимми) Коуди — молодой врач больницы Джерусалемс-Лота, бывший ученик Мэттью Берка. По вероисповеданию — католик. Принимал активное участие в уничтожении вампиров Джерусалемс-Лота, но погиб, попав в расставленную ими ловушку.
- Мэттью (Мэтт) Берк — 63-летний учитель английского языка, житель Джерусалемс-Лота (прожил в нём 23 года). Несмотря на пенсионный возраст, продолжал преподавать и заниматься школьным театром. Всю жизнь был холостяком, но одиночество его не тяготило. По вероисповеданию — методист. Поклонник рок-музыки. Принимал активное участие в уничтожении вампиров Джерусалемс-Лота, при этом находясь в больнице, где впоследствии умер от повторного сердечного приступа.
- Курт Барлоу (старая фамилия Бройхен) — высший вампир. Главный антагонист романа. Эмигрировал из Германии в 1938 году. В США прикрывался торговлей антиквариатом. Был убит Беном Миерсом посредством осинового кола.
- Ричард Трокетт Стрейкер — 58-летний англичанин, его отец был мебельщиком в Манчестере и оставил сыну приличное наследство. Дьяволопоклонник, был помощником высшего вампира Курта Барлоу. Был избит Марком Питри и впоследствии убит Куртом Барлоу.

## Создание романа
По словам Стивена Кинга, роман задумывался как литературная реминисценция романа «Дракула» Брэма Стокера. В своей монографии «Пляска смерти» Кинг пишет:
«…я придал своему роману намеренное сходство с „Дракулой“ Брема Стокера, и немного погодя мне начало казаться, что я играю в интересную — для меня по крайней мере — игру в литературный рекетболл. „Жребий“ — мяч, а „Дракула“ — стена, и я бью о стену, чтобы посмотреть, куда отскочит мяч, и ударить снова. Кстати, некоторые траектории были крайне интересными, и я объясняю этот факт тем, что хотя мой мяч существовал в двадцатом веке, стена была продуктом девятнадцатого».
Из романа в процессе редактуры была убрана сцена, в которой Джеймса Коуди заживо съедают крысы (в своей монографии «Пляска смерти» Кинг рассказывает про эту сцену и указывает, что он убрал её из романа по настоянию редактора издательства «Doubleday» Уильяма Томпсона и впоследствии признал его правоту). В итоге сюжетная линия с крысами, которые несколько раз упоминаются в романе, оказывается оборванной. Также в первоначальной версии романа город назывался не Джерусалемс-Лот, а Момсен; а фамилия главного антагониста была не Барлоу, а Сарлинов.
В этом романе впервые главным героем стал писатель. Впоследствии Кинг часто использовал «писателя» как главного героя других своих произведений.
Во время написания романа автор читал поэзию Джеймса Дикки, поэтому роман стилистически подражает этому автору.
Роман посвящён Наоми Кинг, дочери писателя.

## Публикация
В 1991 году роман вместе с четырьмя другими произведениями Кинга был переиздан в мягком переплёте с предисловием от Клайва Баркера и изменённым цветовым оформлением.

## История переводов на русский язык
Впервые на русском языке роман был издан в 1993 году в двух разных вариантах (в переводах Вадима Эрлихмана и Екатерины Александровой). По свидетельству Вадима Эрлихмана, в экземпляре, с которого он делал перевод, отсутствовало несколько страниц, и он попросту сочинил сцену убийства Курта Барлоу; роман впоследствии был выпущен именно в таком виде и многократно переиздавался разными издательствами.
Список изданий:
- Перевод Вадима Эрлихмана

- Судьба Иерусалима. — М.: Кэдмэн, 1993. — 427 с. — (Мастера остросюжетной мистики). — 125 000 экз. — ISBN 5-85743-005-4.
- Жребий. — М.: АСТ, 1997. — 480 с. — (Стивен Кинг. Собрание сочинений). — 11 000 + доп.тираж 22 000 экз. — ISBN 5-7841-0248-6.
- Город зла. — Харьков: Платан, 1997. — 640 с. — (Стивен Кинг. Собрание сочинений). — 35 000 экз. — ISBN 5-85882-207-X.
- Жребий. — М.: АСТ, 1998. — 480 с. — (Стивен Кинг. Собрание сочинений (мягкая обложка)). — 5000 экз. + доп. тираж 5000 экз. — ISBN 5-237-01240-X, 978-5-17-014284-2, 978-5-9713-0639-9, 978-985-16-3065-9.
- Жребий. — М.: АСТ, 2004. — 480 с. — (Мировая классика). — 2000 экз. — ISBN 5-17-026591-3.
- Жребий. — М.: АСТ, 2006. — 480 с. — (Стивен Кинг (АСТ, «Ромб»)). — 2000 экз. — ISBN 5-17-033471-0, 5-9713-0692-8, 985-13-6413-4.
- Жребий. — М., 2007. — 480 с. — (Стивен Кинг. Собрание сочинений (мягкая обложка)). — 4000 экз. — ISBN 978-5-17-043818-1, 978-5-9713-5005-7, 978-985-16-1242-6.
- Жребий. — М.: Астрель, АСТ, Полиграфиздат, 2009. — 416 с. — (Стивен Кинг. Собрание сочинений (мягкая обложка)). — 5000 + доп.тираж 10 000 экз. — ISBN 978-5-17-062891-9, 978-5-271-33500-6, 978-5-4215-1796-2.
- Жребий. — М.: АСТ, Астрель; Минск: Харвест, 2011. — 480 с. — (Зарубежная классика). — 3000 экз. — ISBN 978-5-17-068676-6, 978-5-271-33574-7, 978-985-16-9452-1.

- Перевод Екатерины Александровой

- Салимов удел. — М.: Альтруист, Сашко, 1993. — 384 с. — (Мистика (Приключения. Детектив)). — 100 000 экз. — ISBN 5-900486-02-08.
- Салимов удел. — М.: Баркалая и Ко, 1993. — 464 с. — 100 000 экз. — ISBN 5-85564-002-7-003-5.
- Судьба Иерусалима. — Баку: Концерн «Олимп», 1996. — 432 с. — (Мир мистики). — ISBN 5-87860-041-2.

- Перевод Виктора Антонова

- Жребий Салема. — М.: Астрель, 2014 (факт. 11.2013). — 544 с. — (Тёмная Башня). — 5000 экз. — ISBN 978-5-17-078267-3.
- Жребий Салема. — М.: АСТ, 2015. — 544 с. — (Король на все времена). — 5000 + доп.тираж 18 000 экз. — ISBN 978-5-17-088846-7.
- Жребий Салема. — М.: АСТ, 2017. — 608 с. — (Король на все времена (мягкая обложка)). — 5000 + доп.тираж 12 000 экз. — ISBN 978-5-17-102172-6.

## Отсылки к другим произведениям Кинга
- В рассказе «Иерусалимов удел» (написанном раньше «Жребия»), писатель рассказывает о корнях того зла, что проявилось в этом городке столетием спустя[6].
- Рассказ «На посошок», вошедший в сборник «Ночная смена» (вместе с «Иерусалимов удел»), является продолжением романа «Жребий».
- В романе «Оно» главный герой повторяет для самоконцентрации ту же поговорку, что и Марк Питри в романе «Жребий» — «Он стучится ко мне в ящик почтовый, говоря, что видел привидение снова…» (англ. He thrusts his fists against the posts, and still insists he sees the ghosts…).
- Один из главных героев романа, священник Дональд Каллахэн[англ.], также является главным героем трёх последних романов цикла «Тёмная Башня».
- Дорожный знак «На Джерусалемс-Лот» упоминается в романах «Кладбище домашних животных», «Оно», «Ловец снов» и «Волки Кальи».

## Отзывы
В обзоре творчества писателя в 2020 году Гилберт Круз из газеты «The New York Times» назвал роман «Жребий» классикой Стивена Кинга (наряду с романом «Сияние»), содержащей многие из самых узнаваемых элементов его стиля — главный герой-писатель, штат Мэн, множество своеобразных персонажей, отголоски стандартов жанровой фантастики и незабываемо жуткие декорации.

## В культуре

### Музыка
Городок Салимов Удел был упомянут в песне Эминема «Lose Yourself» и в песне «Serve the Servants» группы «Nirvana».

### Экранизации
- «Салемские вампиры» — 1979 год.
- «Участь Салема» — 2004 год.
- «Жребий» — 2024 год.

### Радиопостановка
Радиопостановка «Жребий» на «BBC Radio 4» (1995 год).